# Oblężenie Akki (1189–1191)
Oblężenie Akki (1189–1191) – jedno z kluczowych starć zbrojnych podczas III wyprawy krzyżowej. Wielonarodowa armia chrześcijan z Europy i państw krzyżowych oblegała Akkę bronioną przez ajjubidzkie wojska Saladyna. Walki o miasto trwały od sierpnia 1189 do lipca 1191 i zakończyły się zwycięstwem krzyżowców.

## Przed oblężeniem
W 1187 armia muzułmanów pod wodzą Saladyna pokonała łacinników w bitwie pod Hittinem, a następnie zajęła Jerozolimę. Wydarzenia te stały się bezpośrednią przyczyną zorganizowania III wyprawy krzyżowej. Na wezwanie do krucjaty odpowiedzieli m.in. królowie Anglii i Francji – Ryszard I Lwie Serce oraz  Filip II August, którzy w 1190 pożeglowali ze swoimi armiami przez Sycylię i Cypr w kierunku Akki.
W 1189 Saladyn wypuścił z niewoli króla Jerozolimy Gwidona de Lusignan, który pozostawał jeńcem od czasu bitwy pod Hittinem. Gwidon obiecał opuścić Lewant, ale zamiast tego zebrał niewielką armię (w jej skład weszły m.in. przybyłe niedawno oddziały pizańskie i sycylijskie) i wyruszył na Akkę.

## Oblężenie

### Pierwsze starcia o miasto
28 sierpnia 1189 Gwidon dotarł pod mury Akki. Jego plan zakładał niespodziewany i gwałtowny szturm na miasto. 31 sierpnia 1189 krzyżowcy zaczęli atak, ale wkrótce przerwali go z obawy przed kontrofensywą Saladyna. Obie strony okopały się w okolicach miasta i czekały na posiłki.
We wrześniu 1189 zaczęły przypływać liczne okręty z krzyżowcami, a z Tyru nadciągnęły posiłki łacinników pod dowództwem Konrada z Montferratu. Dodatkowe oddziały otrzymał także Saladyn.
4 października 1189 wojska chrześcijańskie zaatakowały obóz Saladyna. Doszło do zaciętej bitwy, a wkrótce pierwsi krzyżowcy wkroczyli do obozu Ajjubidów i rozpoczęli grabież. Wielu muzułmanów uciekło i już nie wróciło pod miasto. Saladyn zdołał jednak zapanować nad armią, a garnizon Akki wysłał oddział, by zaatakować krzyżowców od tyłu. Wojska chrześcijańskie ogarnęła panika. Doszło do rzezi, w wyniku której krzyżowcy stracili od 3 do 4 tysięcy zabitych. Po bitwie Saladyn kazał wrzucić ciała poległych do rzeki Belus, aby prąd wody zabrał je do obozu krzyżowców.
31 października 1189 kilkadziesiąt galer muzułmańskich przedostało się do Akki i dostarczyło obrońcom zaopatrzenie. Później obie armie zajęły się umacnianiem swoich pozycji i przygotowywaniem do przeczekania zimy pod murami miasta.

### Walki w 1190
Wiosną 1190 wznowiono walki. W marcu doszło do zaciętej bitwy morskiej pomiędzy okrętami łacinników z Tyru a flotą Saladyna z Akki. Bitwa pozostała nierozstrzygnięta, choć krzyżowcy zyskali po niej panowanie nad tą częścią Morza Śródziemnego, co uniemożliwiło muzułmanom dostarczanie zaopatrzenia do miasta drogą morską. Niedługo później z Europy przybyła kolejna wielotysięczna armia krzyżowa – tym razem pod dowództwem Henryka II z Szampanii.
Pod koniec kwietnia 1190 trwały już regularne ataki na miasto od strony lądu i kontrataki Saladyna. Krzyżowcy rozpoczęli też ostrzał Akki przy użyciu katapult oraz zbudowali trzy niemal dwudziestometrowe wieże oblężnicze. Na początku maja 1190 krzyżowcy wykorzystali te machiny w trakcie szturmu na miasto, ale obrońcom udało się podpalić wieże i utrzymać pozycje. Z kolei 25 lipca 1190 doszło do chaotycznego ataku części armii krzyżowców na obóz Saladyna. Bitwa zakończyła się kolejną masakrą łacinników (zginęło ok. 5 tysięcy ludzi), a muzułmanie ponownie wrzucili ciała do rzeki. Działania te przyczyniły się do rozprzestrzeniania się chorób. W tym okresie do walczących stron dotarły też wieści o losie Fryderyka Barbarossy, który utonął w trakcie przemierzania Azji Mniejszej.
Wraz z nastaniem jesieni 1190 obie armie zaczęły odczuwać braki żywności. W obozach szerzyły się choroby, a wielu żołnierzy zdezerterowało.

### Rozstrzygnięcie
W 1191 do Akki przybyli królowie Anglii i Francji. 20 kwietnia przypłynął Filip II August, a 8 czerwca dołączył do niego Ryszard I Lwie Serce. Pojawienie się królów i ich armii zintensyfikowało zarówno działania zbrojne, jak i dyplomatyczne. Ryszard rozpoczął rozmowy z Saladynem i jego bratem – Al-Adilem. Latem 1191 armia krzyżowców pod Akką liczyła ok. 25 tysięcy ludzi, a ich strategia polegała na ciągłym ostrzale miasta z katapult. Działania te przyniosły rezultaty, bowiem umocnienia Akki zaczęły się rozsypywać. Krzyżowcy przypuścili szereg szturmów na osłabione fortyfikacje i w lipcu 1191 utworzyli kilka wyłomów w murach.
11 lipca 1191 doszło do ostatniej bitwy, po której obrońcy Akki zrozumieli, że nie mają szans na przetrwanie i rozpoczęli negocjacje w sprawie kapitulacji. 12 lipca 1191 obie strony zawarły porozumienie. Krzyżowcy obiecali oszczędzić miasto przed rzezią, a w zamian cały garnizon muzułmański miał pójść do niewoli. Saladyn miał także zwrócić relikwię Prawdziwego Krzyża, wypłacić znaczną sumę w złocie oraz wypuścić setki chrześcijańskich jeńców.

## Po zdobyciu miasta
Wkrótce po zdobyciu Akki król Filip II August zdecydował się powrócić do Francji. To wydarzenie sprawiło, że Ryszard został niekwestionowanym przywódcą wyprawy krzyżowej. Król Anglii chciał szybko wyruszać w dalszą drogę, ale musiał czekać na wypełnienie warunków kapitulacji przez Saladyna. Ponieważ sułtan zwlekał, więc 20 sierpnia 1191 Ryszard nakazał wymordowanie 2700 muzułmańskich jeńców z Akki. Niedługo po tych wydarzeniach zebrał armię krzyżowców i wyruszył wzdłuż wybrzeża w kierunku Jafy. 7 września 1191 pokonał wojska Saladyna w bitwie pod Arsuf.

## Skutki oblężenia
Oblężenie było jednym z najdłuższych i najkrwawszych w całym średniowieczu. W ciągu dwóch lat na skutek walk, głodu i chorób zginęły tysiące ludzi po obu stronach. Krzyżowcy stracili wielu przywódców. Zginęli m.in. Fryderyk V Szwabski, Tybald V Dobry, Stefan I z Sancerre oraz wielki mistrz templariuszy Gérard de Ridefort. Na skutek choroby zmarł również patriarcha Herakliusz oraz  Sybilla Jerozolimska i jej dwie córki.
Dzięki zwycięstwu krzyżowcy zdobyli ważny przyczółek i port dla posiłków oraz zapewnili sobie przewagę na morzu. Oblężenie miało także znaczenie dla morale obu armii, a Saladyn utracił opinię niezwyciężonego wodza. W kolejnych dekadach Akka stała się polityczną i gospodarczą stolicą państw krzyżowych oraz jednym z najszybciej rozwijających się miast w regionie.
Z oblężeniem Akki wiąże się także historia powstania zakonu krzyżackiego. W 1190 niemieccy kupcy z Bremy i Lubeki założyli szpital polowy pod miastem, przy którym później powstało stowarzyszenie niemieckich krzyżowców. Z czasem organizacja ta przekształciła się w jeden z trzech największych zakonów rycerskich.